# Calvin Coffey
Calvin Thomas Coffey (født 21. januar 1951 i Norwich, Connecticut, USA) er en amerikansk tidligere roer.
Coffey vandt sølv i toer uden styrmand ved OL 1976 i Montreal. Hans makker i båden var Mike Staines. Amerikanerne blev i finalen besejret af de østtyske brødre Bernd og Jörg Landvoigt, mens Peter van Roye og Thomas Strauß fra Vesttyskland tog bronzemedaljerne. Det var den eneste udgave af OL han deltog i.

## OL-medaljer
- 1976:  Sølv i toer uden styrmand